# Bentwisch
Bentwisch é um município da Alemanha, situado no distrito de Rostock, no estado de Mecklemburgo-Pomerânia Ocidental. Tem 29,19 km² de área, e sua população em 2019 foi estimada em 3.298 habitantes.